# سام التوزاني
سام التوزاني (بالفرنسية : Sam Touzani) من مواليد 1 يناير 1968 بمدينة بروكسيل وهو بلجيكي من أصل مغربي , يعمل سام ممثل أفلام و كوميدي و مخرج مسرحي و راقص

## نبذة شخصية
تعود أصول سام لمنطقة الريف بالمغرب , حيث هاجر والداه إلى بلجيكا